# Didymuria
Didimuria é um género de bicho-pau pertencentes à família Phasmatidae.
As espécies deste género podem ser encontradas na Austrália.
Espécies:
- Didymuria schultzei (Giglio-Tos, 1912)
- Didimuria violescens (Leach, 1814)
- Didymuria virginea (Stål, 1875)